# Sella di Vinchiaturo
La sella di Vinchiaturo (553 m s.l.m.) è un valico dell'Appennino che collega le valli del Biferno e del Tammaro, il quale ivi nasce.
Si trova nel Molise, nel territorio del comune di Vinchiaturo, in provincia di Campobasso ed è attraversata dalla ferrovia Benevento-Campobasso.

## La sella di Vinchiaturo come limite tra sezioni appenniniche
La sella di Vinchiaturo è considerata un punto di separazione tra due sezioni appenniniche; quali siano tali sezioni dipende dal criterio utilizzato nella suddivisione dell'Appennino.
Secondo le fonti che considerano l'esistenza dell'Appennino sannita, la sella di Vinchiaturo dividerebbe tale sezione da quella dell'Appennino campano, entrambe comprese nell'Appennino meridionale.
Secondo altre fonti, che non considerano l'esistenza dell'Appennino sannita, tale passo segnerebbe il confine tra Appennino abruzzese e Appennino campano e di conseguenza tra Appennino centrale e Appennino meridionale
Altre fonti ancora, che parimenti non citano l'esistenza dell'Appennino sannita, considerano invece separazione tra Appennino centrale e Appennino meridionale la bocca di Forlì, oppure il passo di Rionero, entrambi situati più a nord della sella di Vinchiaturo, che in tali fonti è considerata semplicemente uno dei valichi dell'Appennino campano.